# João do Rio
João do Rio, seudónimo de João Paulo Emílio Cristóvão dos Santos Coelho Barreto (Río de Janeiro, 5 de agosto de 1881 - Ib., 23 de junio de 1921), fue un periodista, cronista, cuentista y dramaturgo brasileño. Segundo ocupante de la silla 26 de la Academia Brasileña de Letras, elegido el 7 de mayo de 1910, en la sucesión de Guimaraes Passos y recibido por el académico Coelho Neto el 12 de agosto de 1910. Recibido el académico Luís Guimarães Filho.

## Vida

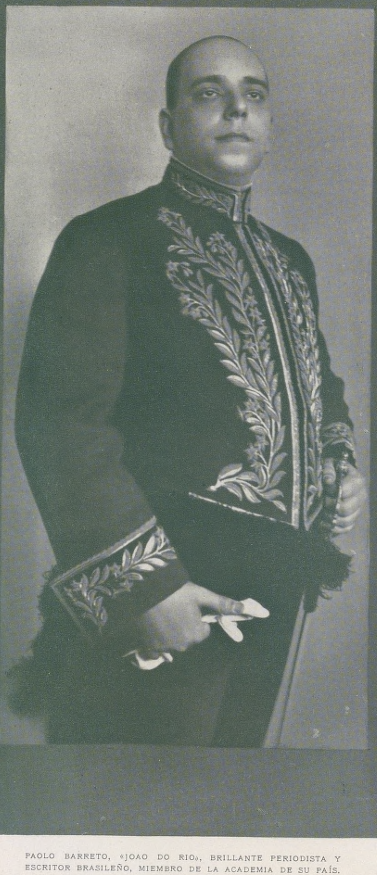
João do Rio en la revista argentina Plus Ultra de noviembre de 1917.

Era el hijo del educador Alfredo Coelho Barreto y Florência Cristóvão dos Santos Barreto. Seguidor del positivismo, el padre lo hizo bautizar al niño en la iglesia positivista, con la esperanza de que el pequeño que fuera a seguir los pasos de Teixeira Mendes. Pero Paulo Barreto nunca tomó en serio la iglesia comtista, ni ninguna otra, a no ser como tema de reportaje. Hizo los estudios elementales y de humanidades con su padre. A los 16 años, se unió a la prensa. En 1918, estaba en el periódico Cidade do Rio junto a José do Patrocínio y su grupo de colaboradores. Surgió entonces el seudónimo de João do Rio, con el cual se consagraría literariamente. Seguirían otras redacciones de periódicos, y João do Rio sobresalió como el primer hombre de la prensa brasileña en tener el sentido del reportaje moderno. Comenzó a publicar sus grandes reportajes, que tanto éxito obtendrían en Río y en todo Brasil, incluyendo "Las religiones en Río (As religiões no Rio)" y la encuesta "Momento literario (Momento literário)", ambos reunidos después en libros aún hoy de lectura provechosa, especialmente el segundo, pues constituye una excelente fuente de informaciones acerca del movimentio literario del final del siglo XIX en Brasil.

### Periodismo
Según sus biógrafos, al profesionalizarse, Paulo Barreto representó el surgimiento de un nuevo tipo de periodista en la prensa brasileña de principios del siglo XX. Hasta entonces, el ejercicio del periodismo y de la literatura por intelectual era considerado como bico, una actividad menor para personas que poseían muchas horas libre a disposición (como funcionarios públicos, por ejemplo). Paulo Barreto mueve la creación literaria para el segundo plano y pasa a vivir, utilizando sus seudónimos (más de once) para atraer diversos públicos y lectores.

#### Las religiones en Río
Entre febrero y marzo de 1904, llevó a través una serie de artículos de prensa titulado Las religiones en Río ("As religiões no Rio"). Más allá de su carácter de periodismo de investigación, constituye un importante análisis antropológico y sociológico, anticipadamente reconocido como tal, sobre todo por los cuatro textos pioneros sobre la religión en Brasil, que precede más de un cuarto de siglo las publicaciones por Nina Rodrigues en el tema (más allá de eso, las obras de Rodrigues fueron en gran medida restringidos a los círculos académicos de Bahia).[cita requerida]

### Paulo Barreto, inmortal
Fue elegido para la Academia Brasileña de Letras en su tercer intento, en 1910, Paulo Barreto fue el primero en tomar posesión usando el famoso "fardão dos imortais". Años más tarde, con la elección de su rival, el poeta Humberto de Campos, se alejó de la institución. Se dice que, cuando se le informó de su muerte, la madre avisó expresamente que el funeral no podía ser allí, porque el hijo no aprueba la idea.[cita requerida]

### Paulo Barreto, homosexual
La orientación sexual de Paulo Barreto fue temprano motivo de sospecha entre sus contemporáneos. Soltero, sin novia o amante conocidas, muchos de sus textos revelan una inclinación homoerótica bastante explícita. Las sospechas fueron eventualmente confirmadas cuando se presentó a sí mismo como promotor en Brasil del maldito Oscar Wilde, de quien tradujo varios trabajos en portugués.

## Traducciones en inglés
- Religions in Rio – Bilingual Edition (As Religiões no Rio), traduzido por Ana Lessa-Schmidt. Hanover, Conn.:New London Librarium, 2015. ISBN 978-0-9905899-8-3
- Vertiginous Life – Bilingual Edition (Vida Vertiginosa), traduzido por Ana Lessa-Schmidt. Hanover, Conn.:New London Librarium, 2017. ISBN 978-0-9905899-8-2

## Cronología
- 1881: nació el 5 de agosto.
- 1896: proporciona competencia para el Gimnasio Nacional (Colégio Pedro II).
- 1898: muere Bernardo Gutemberg, hermano menor de Paulo Barreto.
- 1899: el 1 de junio publica su primero texto.
- 1900: comienza a escribir para varios medios de comunicación.
- 1902: intenta entrar en el Ministerio de Relaciones Exteriores, pero es diplomaticamente negado por Barão do Rio Branco por ser gordo, mulato y homosexual.
- 1903: indicado por Nilo Peçanha, comienza a trabajar en Gazeta de Notícias, donde permanecería hasta 1913.
- 1904: entre febrero y marzo, realiza para Gazeta de Notícias una serie de reportajes titulados As religiões do Rio, posteriormente transformadas en un libro.
- 1905: en noviembre, se convierte en conferencista.
- 1906: Estrenará su primera pieza teatral, la revista Chic-Chic (escrita con el periodista J. Brito).
- 1907: el drama Clotilde, de su propiedad, es presentado en el teatro Recreio Dramático. En el mismo año, intenta entrar por la segunda vez a la Academia Brasileña de Letras.
- 1908: en diciembre, hizo su primer viaje a Europa, visitando Portugal, Londres y Paris.
- 1909: en marzo, muere el padre de Paulo y su madre se muda para a Lapa. En noviembre, lanza el libro de cuentos infantiles Era uma vez..., escrito con Viriato Correia.
- 1910: es electo para la Academia Brasileña de Letras. En diciembre, hizo su segundo viaje a Europa y visita Lisboa, Oporto, Madrid, Barcelona, París, Riviera y Italia.
- 1911: con un préstamo de 20 contos de réis fornecido por Paulo Barreto, Irineu Marinho deja la Gazeta y lanza en junio el jornal A Noite. Un año después, quitó totalmente el préstamo.